# Comuna Iatran, Novoarhanhelsk
Iatran (în ucraineană Ятрань) este o comună în raionul Novoarhanhelsk, regiunea Kirovohrad, Ucraina, formată din satele Iatran (reședința), Verbivka și Zrubanți.

## Demografie
Componența lingvistică a comunei Iatran
     Ucraineană (98,84%)
     Rusă (1,16%)
Conform recensământului din 2001, majoritatea populației comunei Iatran era vorbitoare de ucraineană (98,84%), existând în minoritate și vorbitori de rusă (1,16%).